# Vaccino a DNA

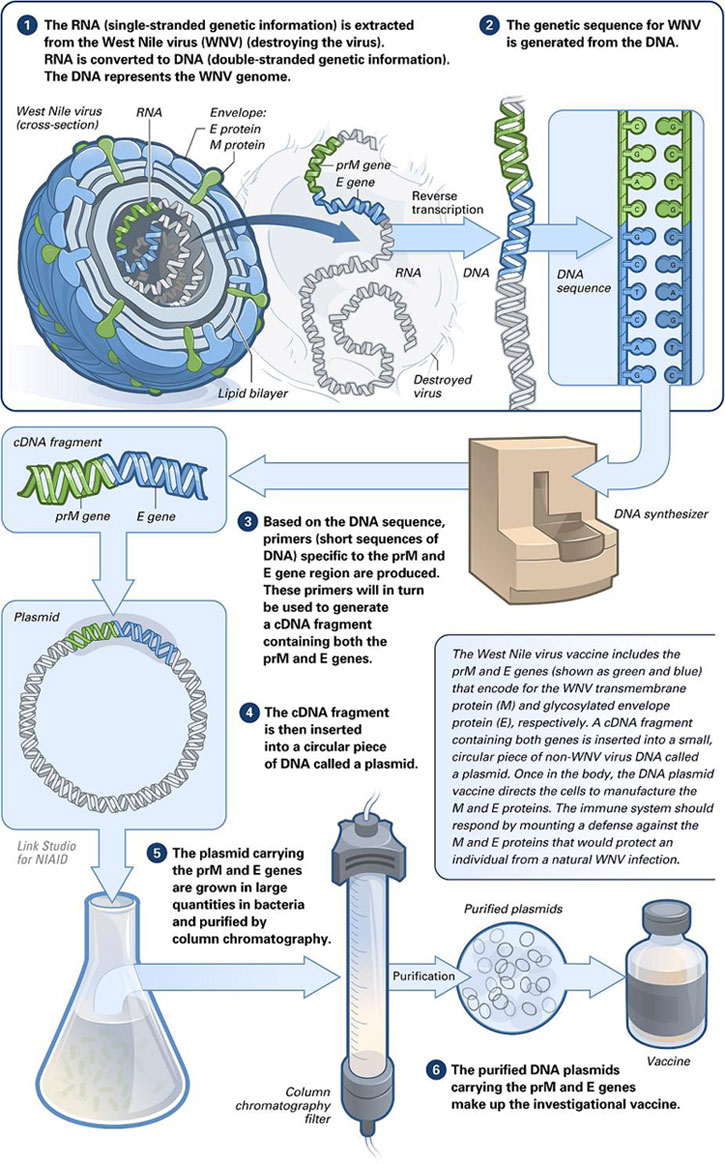
Produzione d un vaccino a DNA

I vaccini a DNA sono vaccini che usano, al posto di una componente proteica di un patogeno (antigene), solo alcune parti del genoma del patogeno: parti che codificano, sotto forma di DNA, l'informazione genetica per la sintesi del rispettivo antigene.
Questo tipo di vaccinazione è anche chiamata vaccinazione a DNA.
Per l'uomo non ci sono ancora vaccini a DNA approvati in nessuna parte del mondo.

## Storia
I vaccini a DNA sono i cosiddetti vaccini di "terza generazione": «Per oltre cento anni la vaccinazione è stata influenzata da uno dei due approcci: o l'introduzione di antigeni specifici contro i quali il sistema immunitario reagisce direttamente, o l'introduzione di agenti infettivi vivi attenuati che si replicano all'interno dell'ospite senza causare malattie [e che possono] sintetizzare gli antigeni che successivamente innescano il sistema immunitario. Recentemente, è stato sviluppato un approccio radicalmente nuovo alla vaccinazione».
I vaccini a DNA contengono DNA che codifica per proteine specifiche (antigeni) da un agente patogeno. Il DNA viene iniettato nel corpo e assorbito dalle cellule, i cui normali processi metabolici sintetizzano le proteine in base al codice genetico nel plasmide che hanno assorbito. Poiché queste proteine contengono regioni di sequenze di amminoacidi che sono caratteristiche di batteri o virus, vengono riconosciute come estranee e quando vengono elaborate dalle cellule ospiti e visualizzate sulla loro superficie, il sistema immunitario viene allertato, che quindi innesca le risposte immunitarie. 
In alternativa, il DNA può essere incapsulato in proteine per facilitare l'ingresso nelle cellule. Se questa proteina del capside è inclusa nel DNA, il vaccino risultante può combinare la potenza di un vaccino vivo senza rischi di reversione.
Nel 1983, Enzo Paoletti e Dennis Panicali del Dipartimento della Salute di New York hanno ideato una strategia per produrre vaccini a DNA ricombinante utilizzando l'ingegneria genetica per trasformare il normale vaccino contro il vaiolo in vaccini che potrebbero essere in grado di prevenire altre malattie. Hanno alterato il DNA del virus del vaiolo bovino inserendo un gene da altri virus (come i virus Herpes simplex, dell'epatite B e dell'influenza).
Nel 1993, Jeffrey Ulmer e collaboratori presso i laboratori di ricerca Merckha dimostrato che l'iniezione diretta di topi con DNA plasmidico codificante per un antigene influenzale, proteggeva gli animali dalla successiva infezione sperimentale con virus influenzale.
Nel 2016 un vaccino a DNA per il virus Zika è stato testato sugli esseri umani presso i National Institutes of Health. Lo studio era previsto coinvolgere fino a 120 soggetti di età compresa tra i 18 e i 35 anni. Separatamente, Inovio Pharmaceuticals e GeneOne Life Science hanno avviato a Miami i test con un diverso vaccino a DNA contro Zika. Il vaccino dei NIH viene iniettato nella parte superiore del braccio ad alta pressione.
Sono in corso studi clinici per vaccini a DNA per prevenire l'HIV.

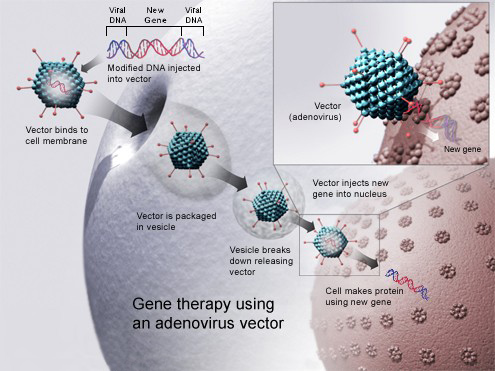
Il vaccino a DNA e le tecniche di terapia genica (in inglese Gene Therapy) sono simili.

### Vantaggi
- Nessun rischio di infezione[5]
- Presenta antigene sia da molecole MHC di classe I che di classe II[5]
- Polarizza la risposta delle cellule T verso il tipo 1 o il tipo 2[5]
- Risposta immunitaria concentrata sull'antigene di interesse
- Facilità di sviluppo e produzione[5]
- Stabilità per lo stoccaggio e la spedizione
- Costi di produzione ridotti
- Elimina la necessità di sintesi peptidica, espressione e purificazione di proteine ricombinanti e uso di coadiuvanti[11]
- Persistenza a lungo termine dell'immunogenicità[4]
- Lo sviluppo in vivo assicura che la proteina assomigli più strettamente alla normale struttura eucariotica, con le modifiche post-traduzionali collegate[4]

### Svantaggi
- Limitato agli immunogeni proteici (non utile per antigeni non proteici come i polisaccaridi batterici)
- Potenziale di elaborazione atipica di proteine batteriche e parassitarie[5]
- Potenziale quando si utilizza la somministrazione spray nasale di nanoparticelle di DNA plasmidico per trasfettare cellule non bersaglio, come le cellule cerebrali[12]

### Vettori
| Metodo di somministrazione | Metodo di somministrazione   | Formulazione di DNA | Tessuti target | DNA richiesto                      |
| -------------------------- | ---------------------------- | --- | --- | ---------------------------------- |
| Parenterale                | Iniezione (ago ipodermico)   | Soluzione salina acquosa | IM (muscolo scheletrico); ID; (IV, sottocutanea e intraperitoneale con successo variabile)                                                             | Grandi quantità (circa 100-200 μg) |
| Parenterale                | Pistola genetica             | Perline d'oro rivestite di DNA | ED (pelle addominale); mucosa vaginale; muscoli esposti chirurgicamente e altri organi                                                                 | Piccole quantità (fino a 16 ng)    |
| Parenterale                | Iniezione pneumatica (getto) | Soluzione acquosa | ED | Molto alto (fino a 300 μg)         |
| Applicazione topica        | Applicazione topica          | Soluzione acquosa | Oculare; intravaginale | Piccole quantità (fino a 100 μg)   |
| Mediato dalla citofectina  | Mediato dalla citofectina    | Liposoma (cationico); microsfere; vettori di adenovirus ricombinanti; vettore di Shigella attenuato; formulazioni di lipidi cationici aerosolizzati | IM; IV (per trasfettare i tessuti in modo sistemico); intraperitoneale; immunizzazione orale alla mucosa intestinale; membrane mucose nasali/polmonari | variabile                          |

### Metodi di somministrazione
| Metodo di somministrazione              | Metodo di spedizione | Svantaggio |
| --------------------------------------- | --- | --- |
| Iniezione intramuscolare o intradermica | - Nessun meccanismo di consegna speciale - Espressione permanente o semipermanente - Il pDNA si diffonde rapidamente in tutto il corpo | - Sito inefficiente per l'assorbimento a causa della morfologia del tessuto muscolare - Quantità relativamente elevate di DNA utilizzate - La risposta Th1 potrebbe non essere la risposta richiesta |
| Pistola genetica                        | - DNA bombardato direttamente nelle cellule - Piccole quantità di DNA | - La risposta Th2 potrebbe non essere la risposta richiesta - Richiede particelle inerti come veicolo                                                                                                |
| Iniezione a getto                       | - Non sono necessarie particelle - Il DNA può essere consegnato alle cellule da mm a cm sotto la superficie della pelle | - Notevole taglio del DNA dopo l'espulsione ad alta pressione - Espressione 10 volte inferiore e risposta immunitaria inferiore - Richiede grandi quantità di DNA (fino a 300 µg)                    |
| Consegna mediata da liposomi            | - Possono essere generati alti livelli di risposta immunitaria - Può aumentare la trasfezione del pDNA somministrato per via endovenosa - I complessi liposomi-DNA somministrati per via endovenosa possono potenzialmente trasfettare tutti i tessuti - I complessi liposoma-DNA somministrati per via intranasale possono provocare l'espressione nella mucosa distale e nella muscosa nasale e la generazione di anticorpi IgA | - Tossicità - Inefficacia nel siero - Rischio di malattia o reazioni immunitarie |